# Borlon
Borlon is een dorp in de Belgische provincie Luxemburg en deelgemeente van de stad Durbuy. In Borlon ligt ook het dorpje Oneux.

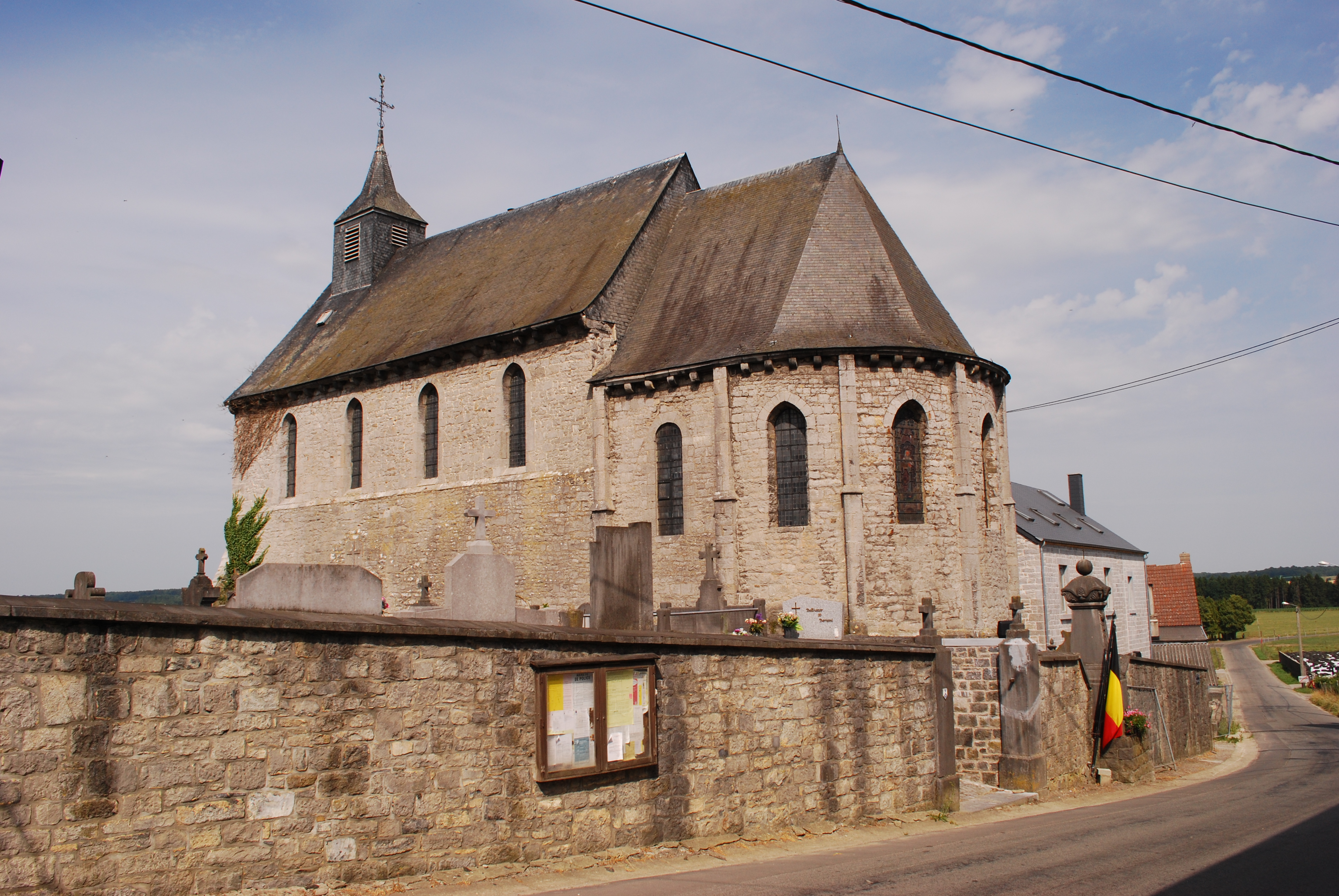
Eglise Notre-Dame

## Geschiedenis
Bij de invoering van de gemeenten werd Borlon een gemeente, maar deze werd in 1811 bij keizerlijk decreet al opgeheven en bij Bonsin gevoegd. De plaats kwam met Bonsin in het arrondissement Dinant, tegenwoordig in de provincie Namen, maar in de periode 1820-1821 werd Borlon weer afgescheiden en heropgericht als zelfstandige gemeente in het arrondissement Marche-en-Famenne, in de provincie Luxemburg. In 1826 werden ook Palenge en de gemeente Petite-Somme met zijn gehucht Septon aangehecht. Palenge, Petite-Somme en Septon werden in 1900 weer afgesplitst als de nieuwe gemeente Septon. In 1977 werd Borlon een deelgemeente van Durbuy.

## Demografische ontwikkeling
- Bronnen:NIS, Opm:1831 tot en met 1970=volkstellingen, 1976= inwoneraantal op 31 december
- 1900: Afsplitsing Palenge, Petite-Somme en Septon

Deelgemeenten: Barvaux · Bende · Bomal · Borlon · Durbuy · Grandhan · Heyd · Izier · Septon · Tohogne · Villers-Sainte-Gertrude · Wéris

Overige plaatsen: Aisne · Bohon · Grande Enneille· Herbet · Hermanne · Houmart · Juzaine · Longueville · Morville · Oneux · Oppagne · Ozo · Palenge · Pas-Bayard · Petite Enneille · Petite-Somme · Petithan · Rome · Verlaine-sur-Ourthe · Warre

Belgische gemeenten · Arrondissement Marche-en-Famenne · Luxemburg · Wallonië